# 林昭
林昭（1932年1月23日—1968年4月29日），原名彭令昭，是出身江苏苏州的政治異議者及政治迫害受害者。
1949年以前，她曾申请加入中國共產黨。1954年，她就讀於北京大學新聞系。1957年，她因在「百花齊放、百家爭鳴」政策中公開支持同校學生張元勛的大字報《是時候了》等，而在隨後的反右運動中被歸類為「右派」，並被輿論等加以攻擊打壓。後來，她被以「攻擊無產階級專政罪」、「反革命集團罪」等為由，於1962年起被關押於上海市提篮桥监狱。在獄中，她書寫帶有大量反對毛泽东等相關內容的日记等。同時，她在1960年代成為基督徒。
文化大革命期間，她於1968年4月29日在獄中被當眾宣布處以死刑；同日，她被中国人民解放军上海市公檢法军事管制委员会槍決於上海龍華機場（张春桥時任南京軍區兼上海警備區第一政治委員）。
她於槍決前日模仿汪精卫的绝命诗《被逮口占》，寫作如下詩句：

青磷光不灭，夜夜照灵台。留得心魂在，残躯付劫灰。
他日红花发，认取血痕斑。媲学嫣红花，从知渲染难。

1980年8月22日，上海市高级人民法院（簡稱「上海高院」）撤销军管会對她作出的判决，以精神病为由宣告她无罪。 1981年1月25日，在高法院长关子展的推动下，上海高院再次复审，认定以精神病为由撤销判决不適當，撤销1980年之裁定，同時撤销先前對於她的判决，並宣告她无罪。

## 生平概略

### 家庭背景
1932年，彭令昭出生于江蘇省吳縣（今苏州市）。她的父亲是彭国彦，他於1922年考入東南大學，主修政治經濟，1926年以畢業論文《愛爾蘭自由邦憲法述評》等取得學位；後來，他在1928年9月國民政府首屆縣長考試後成為榜首，並被任命為蘇州吳縣縣長，後又任江阴县长等。她的母亲是许宪民，在抗日戰爭期間坐過牢，始終和抗日人士保持聯繫。曾任苏州《大华报》总经理，並為中國民主同盟成員，且曾（秘密）資助中國共產黨等，解放后曾任蘇州市民革成員和政協委員，蘇福長途汽車公司經理。她還有弟彭恩华與妹彭令范。在文化大革命後，彭恩华成為文学作品翻译者，后於加州大学尔湾分校获頒比较文学博士学位，終于2004年于盐湖城過世；他曾秘密保留她的骨灰盒。
此外，她有舅父许金元及许觉民等。许金元曾任中國共產黨江蘇省委員會青年部长，後於四·一二事件中，被中國国民党处决。许觉民則曾任中国社会科学院文学研究所所长等職務。

### 早年生活

#### 早年求学

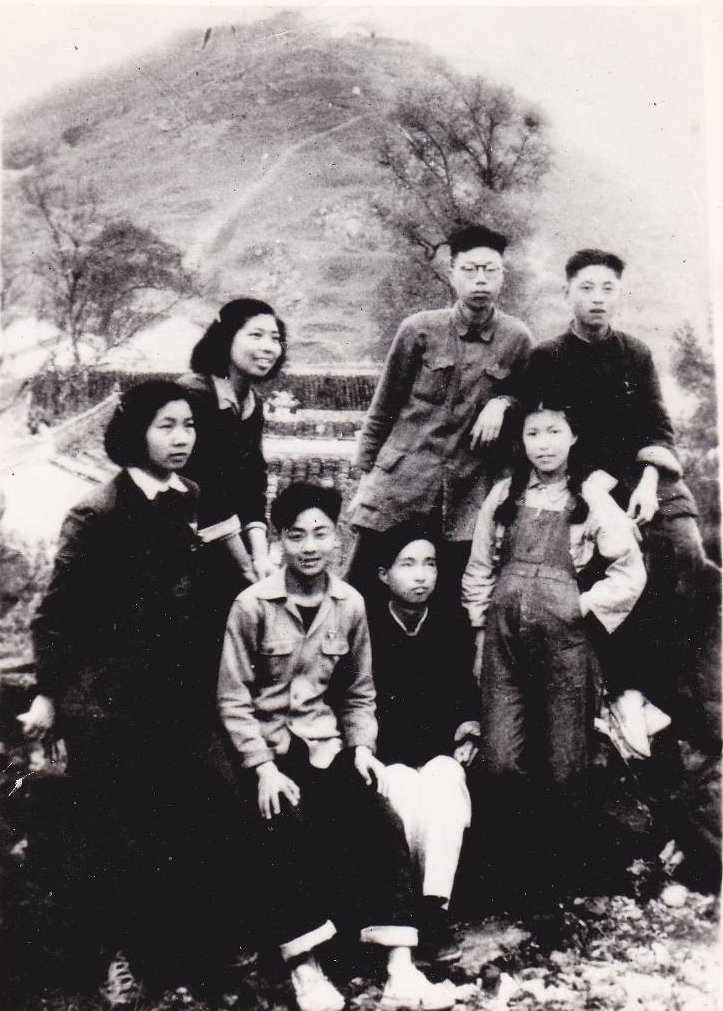
林昭（前排右一）与她在苏南新闻专科学校的同学合影；於1950年4月摄于惠山石门。

1943年，她考入蘇州萃英中學。 當時，受母親影响，她对中国共产党的革命行動抱持極大热情。毕业於景海高中（景海女師）后，她不顾父亲反对，于1949年7月考入苏南新闻专科学校（該校一度被稱作「革命摇篮」，是中共所創辦），並表示下定决心投入革命事業，且（發誓）“与家庭生不来往，死不吊孝”；她甚至曾无中生有地「揭发」她父亲「犯下的過錯」。多年后，她（對此）表示：“他们要我井裡死也好，河裡死也好，逼得我没办法，写了些自己也不知道的东西，我不得不满足他们……我没存心诬陷你”。

#### 参加工作
毕业后，她随苏南农村工作团参加苏南农村土地改革运动。1952年，她开始在《常州民报》、常州文联等任職。為了與父親「劃清界線」，她的姓名改為林昭。

### 大学时期

#### 北京大学
1954年，她以江苏省第一名之成绩考入北京大学中文系新闻专业，立志成為毛澤東時代表現最突出的記者。在該校，她大量閱讀許多她喜歡的書籍作品。同時，她也觀察並意識到現實世界與她的想像的差距，因而在思緒上陷入“爱与恨的一盆糨糊”中。在該校自由的風氣中，她的思想逐漸擴展；同時，她對先前編造父亲“罪行”的行為，感到後悔不已。後來，游国恩教授建议她將學習专业改為文学专业，但最後沒有做該變更。同時，她與张玲等，擔任該校校刊编辑，並负责於該刊物之副刊《未名湖》。1955年春，她加入該校學生社團「北大诗社」，並任該社團發行刊物《北大诗刊》之编辑。1956年秋，《北大诗刊》停办后，她成为综合学生文艺刊物《紅樓》的編輯委員，並被称为“红楼裡的林姑娘”；该刊物之主编為乐黛云。她與张元勋是該刊物第2期的责任编辑。

#### 反右运动

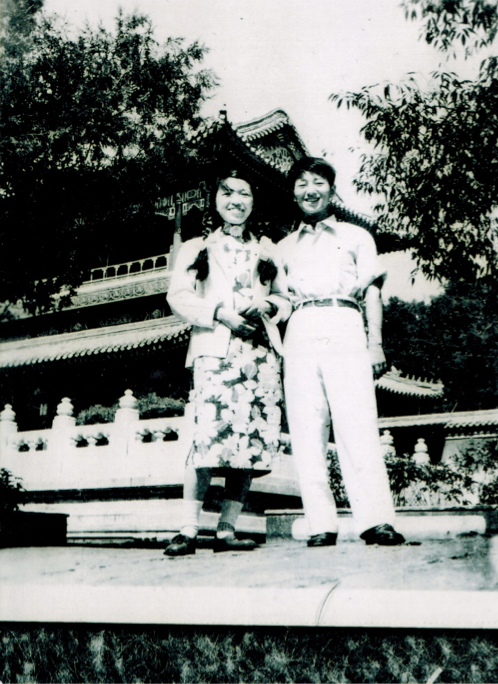
她与甘粹在北京景山公园，1959年。

1957年5月19日，张元勋等（於北京大學校園等地）贴出大字报《是时候了！》，以响应中共中央的「鸣放号召」政策。随后，北京大學校園內日漸出現更多大字报，学生也就此互相辩论；有人认为有些大字报的「右倾」言论是「反革命煽动」。同月22日，她在公开辩论場合中，反对前述批评，並表示：「我料到一旦说话也就会遭到像今晚这样的讨伐！我一直觉得组织性与良心在矛盾着！」 同月29日，《红楼》编辑部举行会议，宣布將张元勋与李任自《红楼》编辑委員會開除，並表示該決策之原因為該二人參與於「右派」刊物《广场》之编辑委員會；在會議現場，她对张元勋说：「我有受骗的感觉！」 6月8日，《人民日报》发表社论《这是为什么？》，指責「右派分子」藉由“幫助（中國）共產黨整風”的名義，挑戰中國共產黨的領導權。
1957年秋，她與张元勋等被打成右派分子；她吞下大量安眠药自杀，但被及时抢救而倖存。于是，她被认定为「对抗组织」且“态度恶劣”，遭有關當局加重处分，判以劳动教养三年。她不認同該處分，並至中国共产主义青年团中央委员会提出质问，表示：“当年蔡元培先生在北（京）大（學）任校长时，曾慨然向北洋军阀政府去保释‘五四’被捕的学生，现在他们（指時任該校领导者）却把学生送进去，良知何在？”
1957年12月25日，张元勋被秘密逮捕，並判处有期徒刑8年。北京大學当时约有八千位學生，其中约1500名师生被歸類為「右派（份子）」，其中许多人被开除公职与学籍，发配至中國的荒涼边疆地區，後經20餘年才得以平反。

#### 人民大学
1958年6月，北京大学中文系新闻专业被併入中国人民大学新闻系（時任系主任是安岗，北京大学原校系主任罗列改任該系副主任；罗列當時也被歸類為「右派分子」），她於是在罗列的帶領下，入學於中国人民大学。後來，因她當時体弱多病等，罗列冒险替她請求寬恕與幫助；她於是得以留在中国人民大学新闻专业资料室，接受群众「监督改造」。在該段「监督劳动」期間，她與同在該资料室“劳动考察”之該校学生甘粹（也因故被歸類為「右派分子」）發生愛情關係；隨後，他们提出结婚申请，但負責管理他們的組織領導等，表示此舉為「抗拒改造」，因而駁回該申请。 1959年9月，甘粹被发配到新疆进行劳动改造。同年冬，她的病情加重，咳血加剧；她於是請求有關當局准予她休假並至上海休养。1960年春，時任中国人民大学校长吴玉章批准該申請，隨後母親將她帶至上海。

### 被捕入狱

#### 第一次被捕
在上海療養期間，她受當時江浙地區结社文化影响，并與來自兰州大学的研究生顾雁、徐诚等結識。当时，兰州大学（學生）张春元等，正在准备筹办《星火》杂志，以針對中國時下社會及政治現象提出批評。随后，她的诗作《海鸥之歌》和《普罗米修斯受难的一日》等，發表於《星火》第一期。不久，涉及《星火》編輯事務者等皆遭有關當局搜捕。1960年10月，她在蘇州以“反革命”罪被逮捕入狱。
1962年3月，她被有關當局准許保外就医，在蘇州結識了黃政，兩人共同起草了中國改革方案。同年9月，她在苏州与黄政等討論，並起草“中国自由青年战斗同盟”的纲领和章程。期间，她曾請求（旅居）上海之无国籍侨民阿诺，将《我们是无罪的》、《给北大校长陆平的信》等，攜至中國之外公開发表。
1960年代，她的母親受洗為基督徒；也有一些教徒會前往他們家中討論聖經的內容。1963年，她於寫作時使用「主曆」一詞；該紀錄或可證明她在當時已成為教徒。

#### 第二次被捕
1962年12月，她又被有關當局逮捕入狱。在狱中，她曾多次绝食、自杀，并分别两次写信给時任上海市长柯庆施、《人民日报》（報社）等，反映案情并表达其政治见解，但都没有得到回應。據她妹妹回憶，因在獄中無法取得紙筆，她經常以鮮血在被单上書写。 另外，因她在獄中表態拒絕（違背其思想而）服從有關當局，被狱卒認定為「表现恶劣」，並因而經常遭受严重虐待；她曾表示：“光是镣铐一事人们就玩出了不知多少花样来：一副反铐，两副反铐，时而平行，时而交叉，等等不一。臂肘之上至今创痕犹在不消说了，最最惨无人道酷无人理的是：不论在我绝食之中，在我胃炎发病痛得死去活来之时，乃至在月经期间，不仅从未为我解除过镣铐，甚至从未有所减轻！──比如在两副镣铐中暂且除去一副”。 1965年3月23日，她开始在狱中書写《告人类》。

1965年5月31日，她於法庭上受审，並被判處有期徒刑20年。她随后寫下《判决后的申明》；以下摘錄部分内容：
……这是一个可耻的判决，但我骄傲地听取了它！这是敌人对于我个人战斗行为的一种估价，我为之由衷地感到战斗者的自豪！……我应该作得更多，以符合你们的估价！除此以外，这所谓的判决与我可谓毫无意义！我蔑视它！看着吧！历史法庭的正式判决很快即将昭告于后世！你们这些极权统治者和诈伪的奸佞--歹徒、恶赖、窃国盗和殃民贼将不仅是真正的被告更是公诉的罪人！公义必胜！自由万岁！林昭 主曆 一九六五年六月一日
1966年5月6日，她在北京大學的同學张元勋來到上海，同她母亲於上海市提篮桥监狱探視她。

#### 文革被枪决
文化大革命爆发后，在中央的直接批示和干预之下（据彭令范回忆说，上海公安总局的人后来告诉她，这一死刑命令在市局也存在不同意见，但是由于是由中央政治局做出的决定，因此只能执行），林昭被列为应该处决的反革命分子。1968年4月29日，林昭接到被上海市高级人民法院改判死刑的判决书后，随即被绑赴上海龙华机场执行枪决，终年36岁。5月1日，公安人员来到林昭母亲家，索取5分钱子弹费（事件在1981年報道林彪、江青反革命集团案审判的《歷史的審判》一文中提到），稱“無產階級的子彈，不能在反革命身上浪費”。
林昭在1960年10月被捕的一個月后，其父吃老鼠藥自殺；林昭被槍決後，其母精神失常，在文革中亦被打為右派，頭上帶著“歷史反革命”的帽子。因醫院拒絕醫治，1975年在上海外灘自殺。林昭弟弟彭恩华，2004年8月3日逝世于美国犹他州桑迪市，享年59岁。林昭的妹妹彭令范1980年後移居美国。

## 身后

### 无罪平反
拨乱反正、改革开放后，1980年8月22日，上海市高级人民法院“沪高刑复字第435号”刑事判决书，撤销上海市静安区人民法院1962年度静刑字第171号和中国人民解放军上海市公检法军事管制委员会1967年度沪中刑字第16号两次判决，宣布林昭以精神病為由平反為无罪，结论为“这是一次冤杀无辜”；而1981年1月25日上海高院的“沪高刑申字第2346号”刑事判决书中认为80年的判决书宣告无罪的理由为精神病不妥，“在病发期间的行为不应以反革命罪论处……林昭的行为既不构成犯罪……沪高刑复字第435号判决在适用法律上亦属不当，均应与前两个判决一并予以纠正”，撤销了1980年“沪高刑复字第435号”判决书，但依旧对林昭宣告无罪，内有1981年沪高刑申字第2346号判决书。

### 后世纪念

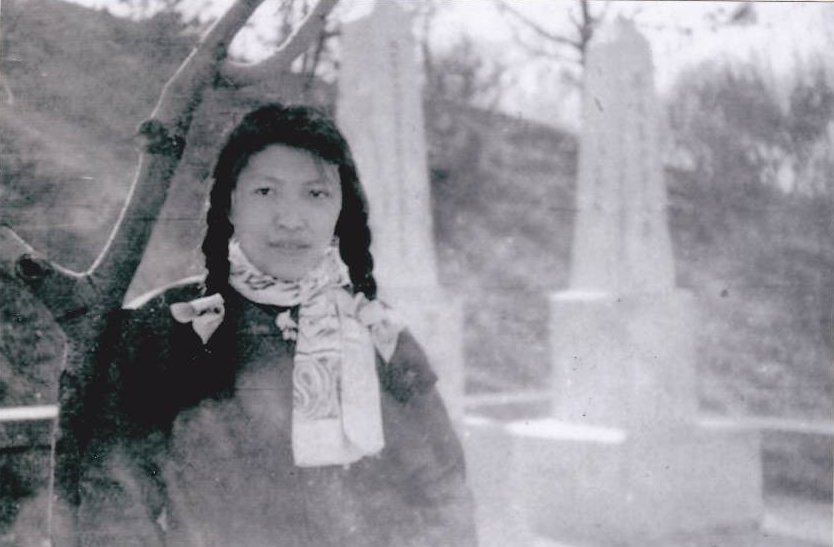
林昭在北京陶然亭的高君宇及石评梅墓前，摄于1959年

2004年4月22日，林昭骨灰由苏南新闻专科学校與北大部分師生集資立碑，並被安葬在江苏省苏州市木渎镇靈岩山的安息公墓。林昭的尸体至今下落不明，墓里只保留着林昭生前的一件衣服和一缕头发。林昭墓碑背面鐫有她1964年寫的詩句「自由無價，生命有涯，寧為玉碎，以殉中華。」
2003年，中国独立制片人、前新华社记者胡杰把他過去五年中亲自尋訪認識林昭本人的80人的錄像纪录，更通过特別途徑拍攝到林昭獄中文稿，完成了纪录片《尋找林昭的靈魂》；其相關採訪《寻找林昭》刊登於2004年8月11日《冰點》，年終時因題材關係，另外「文氣豐沛，貫穿首尾」，被章詒和評為她所看過描寫林昭最好的一篇，因而得2004年度《冰点》周刊“最佳特稿奖”。
2005年，独立中文笔会设立“林昭纪念奖”。
林昭的档案，包括在狱中写的大量血书，1980年代曾一度开放，但不久又被封存。2009年4月，林昭的档案原件由胞妹彭令范捐赠給史丹福大學胡佛研究所圖書檔案館，2009年10月26日首次公开档案電子版。档案原件包括狱中血书，公開信，私人信件，以及家庭照等。網上有档案目錄，档案電子版可供研究。
2012年12月16日，各地网友12月16日在苏州靈岩山林昭墓前举行活动，纪念林昭的80冥诞。据现场照片显示，有十多位国保便衣在网友纪念过程中监视并錄影。
2013年4月29日，林昭遇难45周年之际，有人拜祭林昭受到当地政府人员阻挠。
2016年4月28日，林昭祭日前一天，中国各地网民、维权人士等为避开政府干扰，选择提前一天来墓地祭林昭，但遭到公安封山及抓人。
2019年4月28日，湖南公民谭兵林等人赴苏州纪念林昭，在火车站出站口被拦截遣返。而在稍早些日子前来林昭墓地祭拜的上海公民朱金安等人，也遭在墓地附近监视的警察驱赶。而前一年曾祭拜林昭的湖南公民朱承志则被苏州警方以“寻衅滋事罪”为名逮捕，至今未有释放。

## 评价
林昭被部分舆论评价为圣女林昭，盘古乐队亦有一首关于她的歌曲名为《圣女林昭》。

## 相关作品

### 書籍
- 许觉民 (编). . 武汉: 长江文艺出版社. 2000年出版，2004年重印. ISBN 7-5354-1976-3.
- 許覺民 (编). . 武汉: 长江文艺出版社. 2000年11月初版  [2013-11-29]. ISBN 978-753-5419-76-7. （原始内容存档于2015-03-19）.
- 潔泯; 許覺民. . 香港: 明報出版社. 2006年  [2013-11-29]. ISBN 978-962-8917-59-4. （原始内容存档于2015-03-19）.
- 傅國湧. . 香港: 開放出版社. 2008年  [2013-11-29]. ISBN 978-962-7934-24-0. （原始内容存档于2015-03-20）.
- 黄河清. . 馬德里. 2008年  [2013-11-29]. （原始内容存档于2015-03-20）.
- 趙銳. . 台北: 秀威出版. 2009年3月1日  [2013年11月29日]. ISBN 978-986-221-194-6. （原始内容存档于2015年3月20日）.
- 甘粹. . Washington D.C.: 劳改基金会. 2009年  [2013-12-08]. ISBN 978-1-931550-31-4. （原始内容存档于2015-03-20）.
- 甘粹. . 台北: 秀威出版. 2010年1月1日  [2013年11月29日]. ISBN 978-986-221-384-1. OCLC 664603434. （原始内容存档于2015年3月19日）.
- Firstition. ISBN 978-1541644236.
  - 血书：林昭的信仰、抗争与殉道之旅，连曦，臺湾商务印书馆，2021-07-30，ISBN 9789570533347.

### 記錄片
- 胡傑導演.  (DVD). 香港中文大學中國研究服務中心. 2003年  [2013-11-29]. OCLC 287154992. （原始内容存档于2021-02-22）.

### 传记片
- 《五分钱的生命》（Five-Cent Life），导演：刘非比，2020年。[50][51]

### 音乐作品
- 周云蓬. . 2015年  [2019-08-08]. （原始内容存档于2021-02-20）.
- 周云蓬. . 2015年  [2019-08-08]. （原始内容存档于2018-01-17）.
- 郑青《林昭之歌》2024年由山城音乐发布。

## 相關
- 《星火》雜誌首期刊載了林昭的長詩《普羅米修斯受難的一日》
- 被精神病
- 张志新
- 遇罗克
- 王申酉
- 李九莲
- 黄立众

## 註释
1. ↑  张元勋在接受采访时表示，林昭是生于1932年农历的12月16日，即公历1月23日
2. ↑  林昭的出生日期尚存疑问。在1964年上海市静安区人民检察院起诉书中写林昭当时为32岁，但林昭本人对此曾批注“应为三十岁”。
3. ↑  據胡杰考证，林昭并非赞同张元勋言论而替他辯護。她感到痛苦而无法理解的是，一些有思想、敢作敢为的同学被说成“疯子”和“魔鬼”。这段期間她在日记裡說：“党啊，你是我们的母亲！母亲应该最知道孩子的心情！尽管孩子过于偏激，说错了话，怎么能说孩子怀有敌意呢？”
4. ↑  张春元，男，在兰州大学读书期间被打成“右派”，1958年被下放到甘肃的偏远农村参加苦力劳动。在下放期间与右派同学自办“《星火》杂志”，1960年9月30日被逮捕，被关在专门收押重刑犯的甘肃省第三监狱。1968年被诬指“密谋暴动越狱”，被判处死刑，立即枪决。
5. ↑  指毛泽东（外界推测）